# Sunwolves
Sunwolves (サンウルブズ?, San'urubuzu) è stata una franchise professionistica giapponese di rugby a 15, istituita nel 2015 per prendere parte al Super Rugby dal 2016, in concomitanza con l'estensione di tale torneo a 18 squadre rispetto alle 15 tenute fino alla stagione precedente.
Per via dell'accordo di sponsorizzazione con la compagnia di telecomunicazioni HITO la squadra era nota anche con il nome di HITO-Communications Sunwolves.
La franchise era basata a Tokyo, dove si trova anche l'impianto per gli incontri interni della squadra, lo stadio Principe Chichibu, concepito nel 1947 proprio per il rugby; la sede alternativa degli incontri era lo Sports Hub di Singapore.
Le maglie erano rosse e gialle, mentre la tenuta alternativa era grigia.
Nel 2019 venne annunciato che la stagione 2020 sarebbe stata l'ultima per i Sunwolves; i negoziati con l'organizzazione del torneo non andarono a buon fine a causa, principalmente, di problemi logistici. Con la sospensione della stagione 2020, a causa della pandemia COVID-19, e il rifiuto dei Sunwolves di entrare nella competizione sostitutiva del Super Rugby AU in Australia, la squadra si è ufficialmente sciolta il 1 ° giugno 2020.

## Cronologia
| Cronistoria dei Sunwolves |
| --- |
| - 2015 · Costituzione della franchigia dei Sunwolves - 2016 · 4º Africa 1 Conference Super Rugby - 2017 · 4º Africa 1 Conference Super Rugby - 2018 · 5º Conference Australia Super Rugby - 2019 · 5º Conference Australia Super Rugby - 2020 · Conference Australia Super Rugby |

## Allenatori
- 2015–2016  Mark Hammett
- 2016–2017  Filo Tiatia
- 2017–2018  Jamie Joseph
- 2019  Tony Brown
- 2020  Naoya Okubo